# Sturmanit
Sturmanit ist ein sehr selten vorkommendes Mineral aus der Mineralklasse der „Sulfate (einschließlich Selenate, Tellurate, Chromate, Molybdate und Wolframate)“. Er kristallisiert im trigonalen Kristallsystem mit der chemischen Zusammensetzung Ca6Fe3+2[(OH)12|B(OH)4|(SO4)2]·25H2O.
Sturmanit ist durchsichtig bis durchscheinend und entwickelt meist hexagonale, dipyramidale Kristalle mit tafeligem bis prismatischem Habitus. Unverletzte Kristallflächen weisen einen glasähnlichen Glanz auf, Bruchflächen dagegen eher einen schwachen Fettglanz.

## Etymologie und Geschichte
Erstmals entdeckt wurde Sturmanit in der „Black Rock Mine“ auf den Manganfeldern der Kalahari in Südafrika und beschrieben 1983 durch Donald R. Peacor, Pete J. Dunn und Marjorie Duggan. Sie benannten das Mineral nach dem slowenisch-kanadischen Mineralogen Bozidar Darko Sturman (* 1937), um seine Beiträge zur systematischen Mineralogie, insbesondere seine Studien über die Phosphatminerale aus dem Yukon und seine Verfeinerung der Methoden in der optischen Mineralogie zu ehren.

## Klassifikation
Bereits in der mittlerweile veralteten, aber noch gebräuchlichen 8. Auflage der Mineralsystematik nach Strunz gehörte der Sturmanit zur Abteilung der „Wasserhaltigen Sulfate mit fremden Anionen“, wo er zusammen mit Bentorit, Buryatit, Carrarait, Charlesit, Ettringit, Jouravskit und Thaumasit die „Ettringit-Gruppe“ mit der System-Nr. VI/D.13 bildete.
Die seit 2001 gültige und von der International Mineralogical Association (IMA) verwendete 9. Auflage der Strunz’schen Mineralsystematik ordnet den Sturmanit ebenfalls in die Abteilung der „Sulfate (Selenate usw.) mit zusätzlichen Anionen, mit H2O“ ein. Diese ist allerdings weiter unterteilt nach der relativen Größe der beteiligten Kationen und den in der Verbindung vorherrschenden zusätzlichen Anionen, so dass das Mineral entsprechend seiner Zusammensetzung in der Unterabteilung „Mit großen bis mittelgroßen Kationen; mit NO3, CO3, B(OH)4, SiO4 oder IO3“ zu finden ist, wo es ebenfalls zusammen mit Bentorit, Birunit, Buryatit, Carrarait, Charlesit, Ettringit, Jouravskit, Korkinoit und Thaumasit die „Ettringit-Gruppe“ mit der System-Nr. 7.DG.15 bildet.
Auch die vorwiegend im englischen Sprachraum gebräuchliche Systematik der Minerale nach Dana ordnet den Sturmanit in die Klasse der „Sulfate, Chromate und Molybdate“ und dort in die Abteilung der „Zusammengesetzte Sulfate“ ein. Hier ist er zusammen mit Carrarait, Charlesit, Jouravskit und Thaumasit in der „Charlesitgruppe“ mit der System-Nr. 32.04.04 innerhalb der Unterabteilung „Zusammengesetzte Sulfate (wasserhaltig) mit polyanionischer Formel“ zu finden.

## Bildung und Fundorte

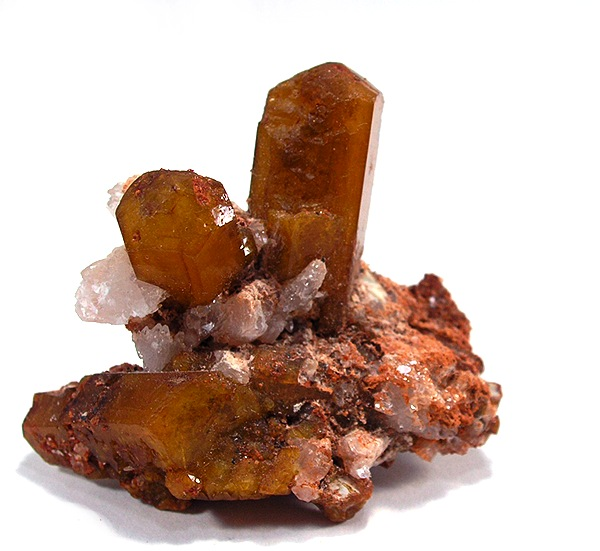
Sturmanit (grünlichbraun) und Calcit (weiß) aus Kuruman, Südafrika (Größe: 4 × 3,4 × 2 cm)

Sturmanit bildet sich sekundär in Hohlräumen von metamorphisierter, sedimentärer Mangan-Lagerstätten. Als Begleitminerale treten unter anderem Baryt, Ettringit, Hausmannit, Hämatit und Manganit auf.
Neben seiner Typlokalität, der „Black Rock Mine“, konnte das Mineral noch in der „Wessels Mine“ bei Hotazel und in den „N'Chwaning Minen“ bei Kuruman in den Kalahari-Manganfeldern von Südafrika gefunden werden. Bekannt aufgrund außergewöhnlicher Sturmanitfunde wurden vor allem die „N'Chwaning Minen“, wo bis zu 14 Zentimeter lange Kristalle zutage traten, allerdings sollen auch schon bis zu 40 Zentimeter große Kristalle beobachtet worden sein.
Der einzige weitere, bisher bekannte Fundort ist der Berg Lakargi in der russischen Republik Kabardino-Balkarien.

## Kristallstruktur
Sturmanit kristallisiert trigonal in der Raumgruppe P31c (Raumgruppen-Nr. 159) mit den Gitterparametern a = 11,188 Å und c = 21,91 Å sowie 2 Formeleinheiten pro Elementarzelle.

## Verwendung

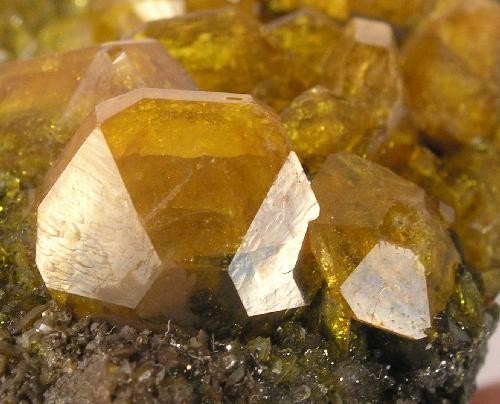
Leuchtend gelber Sturmanit aus der „N'Chwaning Mine“, Kuruman, Südafrika (Gesamtgröße: 5,4 × 4,2 × 1,7 cm)

Auch wenn Sturmanit durchaus große, durchsichtige, schön gefärbte und damit schleifwürdige Kristalle bildet, ist er aufgrund seiner geringen Härte und vollkommenen Spaltbarkeit als Schmuckstein für den kommerziellen Handel ungeeignet. Für Sammler wird das Mineral aber dennoch gelegentlich in verschiedene Facettenformen geschliffen.